# Ibshawāy
Ibshawāy es un distrito de la gobernación de Fayún, Egipto. En julio de 2017 tenía una población estimada de 417 854 habitantes.
Se encuentra ubicado en el centro-norte del país, junto al oasis Fayún, al suroeste de El Cairo.